# Constructorul Galați
Constructorul Galați a fost o echipă de fotbal din Galați, județul Galați, România.

## Istorie
Constructorul Galați a fost o echipă mică, cu multe nume de-a lungul istoriei. Nu au jucat niciodată în prima ligă a fotbalului românesc. Au scris istorie în Cupa României 1972-1973 când au jucat finala ca echipă din Divizia C după ce au eliminat Steaua București și Dinamo București, cele mai importante două echipe din fotbalul românesc, dar au pierdut „Finala săracilor” în fața echipei din Divizia B, Chimia Râmnicu Vâlcea, 3–0 într-un meci rejucat (după 1-1 al primului meci).
Sezonul 1972–73 a fost cel mai reușit sezon din istoria clubului, deoarece a fost și sezonul în care și-au câștigat seria din liga a treia a fotbalului românesc, care le-a adus promovarea în liga a doua.
În 1975, Constructorul Galați s-a mutat în Tecuci, devenind Victoria Tecuci.

## Cronologia numelor
| Nume                     | Perioada  |
| ------------------------ | --------- |
| Constructorul Galați     | 1950–1964 |
| Constructorul I.C.M.S.G. | 1964–1965 |
| S.U.T.                   | 1965–1971 |
| Constructorul Galați     | 1971–1975 |

## Palmares
```
 
Liga a II-a
```

- Locul 7 (1): 1974–75

```
 
Liga a III-a
```

 Campioni (1): 1972–73
```
 
Cupa României
```

 Finaliști (1): 1972–73

## Șaisprezecimi
| Data             | Echipă gazdă         |   | Echipă oaspete | Rezultat  |
| ---------------- | -------------------- | - | -------------- | --------- |
| 2 decembrie 1972 | Constructorul Galați | – | Jiul Petroșani | 1:0 (0:0) |

## Optimi
| Data        | Oraș     | Echipă gazdă         |   | Echipă oaspete   | Rezultat  |
| ----------- | -------- | -------------------- | - | ---------------- | --------- |
| 30 mai 1973 | Ploiești | Constructorul Galați | – | Dinamo București | 1:0 (0:0) |

## Sferturi
| Data          | Oraș      | Echipă gazdă         |   | Echipă oaspete | Rezultat            |
| ------------- | --------- | -------------------- | - | -------------- | ------------------- |
| 24 iunie 1973 | București | Constructorul Galați | – | SC Bacău       | L.i. 1:1 (0:1, 1:1) |

## Semifinale
| Data          | Oraș     | Echipă gazdă         |   | Echipă oaspete   | Rezultat            |
| ------------- | -------- | -------------------- | - | ---------------- | ------------------- |
| 27 iunie 1973 | Ploiești | Constructorul Galați | – | Steaua București | L.i. 2:2 (1:1, 2:2) |

## Finala
| 2 iulie 1973 | Chimia Râmnicu Vâlcea | 1 – 1 | Constructorul Galați | Stadionul 23 August, București Spectatori: 8000 Arbitru: Aurel Bentu (București) |
| 2 iulie 1973 | 39' Filip Șutru       |       | Cernega 65'          | Stadionul 23 August, București Spectatori: 8000 Arbitru: Aurel Bentu (București) |

### Rejucare
| 3 iulie 1973 | Chimia Râmnicu Vâlcea                        | 3 – 0   | Constructorul Galați | Stadionul 23 August, București Arbitru: Nicolae Petriceanu (București) |
| 3 iulie 1973 | 8' Vasile Iordache 54', 56' Gheorghe Gojgaru | Cronică |                      | Stadionul 23 August, București Arbitru: Nicolae Petriceanu (București) |

| CHIMIA RÂMNICU-VÂLCEA: |                      |  |     |
|                        |                      |  |     |
| P                      | Ștefan Stana         |  |     |
| F                      | Gheorghe Burlacu     |  |     |
| F                      | Teodor Ciobanu       |  |     |
| F                      | Constantin Pintilie  |  |     |
| F                      | Nicolae Petrică      |  |     |
| M                      | Ion Haidu            |  |     |
| M                      | Ion Ionescu          |  |     |
| A                      | Filip Șutru          |  |     |
| A                      | Costică Donose       |  |     |
| A                      | Gheorghe Gojgaru 88' |  |     |
| A                      | Vasile Iordache 79'  |  |     |
| Schimbări:             |                      |  |     |
| A                      | Iulian Orovitz       |  | 79' |
| A                      | Dumitru Popescu      |  | 88' |
| Antrenor:              |                      |  |     |
| Dumitru Anescu         |                      |  |     |

| CONSTRUCTORUL GALAȚI: |                        |  |     |
|                       |                        |  |     |
| P                     | Șerbănoiu              |  |     |
| F                     | Petre Botea            |  |     |
| F                     | Olteanu                |  |     |
| F                     | Podeț                  |  |     |
| F                     | Petrea 58'             |  |     |
| M                     | Constantin Ploieșteanu |  |     |
| M                     | Cernega                |  |     |
| A                     | Ghica 67'              |  |     |
| A                     | Vochin                 |  |     |
| A                     | Ion Ioniță             |  |     |
| A                     | Manta                  |  |     |
| Schimbări:            |                        |  |     |
| F                     | Adamache               |  | 58' |
| A                     | Stoleru                |  | 67' |
| Antrenor:             |                        |  |     |
| Vasile Luban          |                        |  |     |

## Vezi si
- Oțelul Galați
- Dunărea Galați